# Anders Båll
Anders Båll, född 15 juni 1643 i Hållnäs församling, död 24 september 1707 i Österlövsta församling, var en svensk präst.

## Biografi
Anders Båll föddes 1643 på Kjärfven i Hållnäs församling där hans föräldrar var bönder. Han blev 1658 student vid Uppsala universitet och promoverades 1672 till filosofie magister. Båll prästvigdes 1673 till huspredikant hos riksrådet Anders Torstenson och blev 1675 huspredikant hos riksdrotsen greve Brahes grevinna. Han blev 1676 regementspastor vid livregementet och rest till Skåne. Under tiden där togs han tillfånga av danskarna och fördes till Köpenhamn. Båll blev 1678 kyrkoherde i Öregrunds församling och var riksdagsman vid riksdagen 1686 och riksdagen 1693. Han blev 1700 kyrkoherde i Österlövsta församling och samma år prost. Båll avled 1707 i Österlövsta församling.

### Familj
Båll var gift med Anna Leufstadius. Hon var dotter till kyrkoherden Pehr Leufstadius och Anna Sandel i Österlövsta församling. De fick tillsammans barnen majoren Johan Ridderboll, kyrkoherden Anders Båld den äldre i Katarina församling, Stockholm, bankokommissarien Pehr Båld och Eric Båld.